# Digitalna agencija
Digitalna agencija in njena vloga sta reševanje težav podjetij na področju digitalnega marketinga. Lastniki podjetij imajo velikokrat težave z učinkovitim digitalnim marketingom, kjer so osnovni razlogi pomanjkanje časa, znanja in pomankanje ustreznega osebja. Digitalna agencija pomaga izdelati digitalno strategijo, katero podjetje postopno uvede v svoje poslovanje in jo izvaja z namenom postopne digitalizacije poslovanja podjetja.
Digitalna agencija se deli na dva dela
- tehnični del digitalne agencije, ki zagotavlja tehnična opravila, kot so izdelava spletnih strani, trgovin in podobno
- marketinški del digitalne agencije, ki je odgovoren za doseganje performance rezultatov iz aktivnosti, ki jih opravlja za marketing

V Sloveniji obstajajo različne digitalne agencije, različnih velikost in kakovosti. Podjetja, ki se soočajo s težavami na področju digitalnega marketinga si naj pomagajo z izbiro ustrezne digitalne agencije.